# フランチェスカ・マルコン
フランチェスカ・マルコン（Francesca Marcon、1983年7月9日 - ）は、イタリアの元女子バレーボール選手。元イタリア代表。

## 来歴
1997年、イタリアセリエＡのSpes Volley Coneglianoに入団し、バレーボール選手としてのキャリアをスタートさせる。2009年、イタリア代表に初選出され、同年のモントルーバレーマスターズおよび地中海競技大会に出場した。2010年、FVブスト・アルシーツィオに移籍し、2011-12シーズンにCEVカップとイタリアカップでタイトルを得た。同チーム在籍中は主将としてチームの主軸を担った

## 所属クラブ
- Spes Volley Conegliano（1997-2010年）
- FVブスト・アルシーツィオ（2010-2015年）
- River Volley Piacenza（2015-2017年）
- バレー・ベルガモ（2017-2018年）
- カザルマッジョーレ（2018-2019年）
- Duetti Giorgione（2019-2020年）
- Volalto 2.0 Caserta（2019-2020年）
- バレー・ベルガモ（2020-2022年）